# 茂木喜久雄
茂木 喜久雄（もぎ きくお、1965年6月7日 - ）は、日本の著述家、エコノミスト。株式会社トライスマート代表取締役。

## 経歴
アメリカ合衆国への留学後、現地の民間企業に勤務し、その時の経験を活かし、資格試験向けを中心とした経済学、簿記、会計に関する執筆を始める。LECや大原簿記学校、東京商科学院、大学のエクステンションセンター、商工会議所等で不動産鑑定士試験担当講師、公認会計士・税理士試験担当講師、公務員試験担当講師や企業研修担当講師を歴任、その後、自身で茂木経済塾を立ち上げる。
書店に週刊住宅新聞社が発行しているテキスト『らくらくミクロ経済学入門』、『らくらくマクロ経済学入門』をはじめとした著書が販売されている。

## 主な著書
- 「らくらくミクロ経済学入門」（週刊住宅新聞社：2005年）ISBN 978-4784812684
- 「らくらくマクロ経済学入門」（週刊住宅新聞社：2005年）ISBN 978-4784812677
- 「らくらくミクロマクロ経済学入門　計算問題編」（週刊住宅新聞社：2006年）ISBN 978-4784812790
- 「らくらくミクロマクロ経済学入門　記述論文編」（週刊住宅新聞社：2007年）ISBN 978-4784812943
- 「らくらく会計入門」（週刊住宅新聞社：2008年）ISBN 978-4784813407
- 「解いて覚える!日商簿記2級合格ブック 工業簿記」（成美堂出版：2009年）ISBN 978-4415207469
- 「らくらくミクロ経済学入門　改訂版」（週刊住宅新聞社：2011年）ISBN 978-4784813728
- 「らくらくマクロ経済学入門　改訂版」（週刊住宅新聞社：2011年）ISBN 978-4784813711
- 「らくらく経済学　入門たまご」（週刊住宅新聞社：2011年）ISBN 978-4784813759
- 「絵でわかるミクロ経済学」 （講談社：2018年）ISBN 978-4065130551

他

## 人物
- 寿司好きが昂じてケンブリッジ (マサチューセッツ州)で寿司店の経営も行っていたことがある。